# Dean P. Taylor

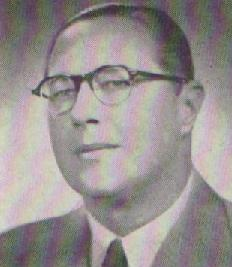
Dean P. Taylor

Dean Park Taylor (* 1. Januar 1902 in Troy, New York; † 16. Oktober 1977 in Albany, New York) war ein US-amerikanischer Politiker. Zwischen 1943 und 1961 vertrat er den Bundesstaat New York im US-Repräsentantenhaus.

## Werdegang
Dean Taylor besuchte die öffentlichen Schulen seiner Heimat und danach die Colgate University in Hamilton. Nach einem anschließenden Jurastudium an der Union University in Schenectady und seiner 1926 erfolgten Zulassung als Rechtsanwalt begann er in Troy in diesem Beruf zu arbeiten. Zwischen 1927 und 1930 war er stellvertretender Bundesstaatsanwalt für den nördlichen Teil des Staates New York. Gleichzeitig schlug er als Mitglied der Republikanischen Partei eine politische Laufbahn ein. Zwischen 1938 und 1952 war er deren Bezirksvorsitzender im Rensselaer County. Im Juni 1940 nahm er als Delegierter an der Republican National Convention in Philadelphia teil. Zwischen 1953 und 1954 war Taylor republikanischer Parteivorsitzender in seinem Heimatstaat. Außerdem fungierte er als Kurator des Russell Sage College sowie als Direktor bei der Union National Bank und der Firma Niagara Mohawk Power Co.
Bei den Kongresswahlen des Jahres 1942 wurde Taylor im 29. Wahlbezirk von New York in das US-Repräsentantenhaus in Washington, D.C. gewählt, wo er am 3. Januar 1943 die Nachfolge von E. Harold Cluett antrat. Nach acht Wiederwahlen konnte er bis zum 3. Januar 1961 neun Legislaturperioden im Kongress absolvieren. 1945 wechselte er in den 33. Wahlbezirk, in dem er bis 1953 verblieb. Während seiner letzten acht Jahre im Kongress vertrat er dort den 31. Distrikt von New York. In seine Zeit im Kongress fielen das Ende des Zweiten Weltkrieges, der Beginn des Kalten Krieges, der Koreakrieg und innenpolitisch die Bürgerrechtsbewegung. Er war Mitglied verschiedener Ausschüsse, darunter der Justizausschuss oder der Ausschuss zur Verwaltung der öffentlichen Liegenschaften.
Im Jahr 1960 verzichtete Dean Taylor auf eine weitere Kongresskandidatur. Nach dem Ende seiner Zeit im US-Repräsentantenhaus praktizierte er wieder als Anwalt. Er starb am 16. Oktober 1977 in Albany und wurde in seinem Geburtsort Troy beigesetzt.